# Middlesex County (Ontario)
Middlesex County ist ein County im Südwesten der kanadischen Provinz Ontario. Der County Seat ist London. Die Einwohnerzahl beträgt 455.526 (Stand: 2016), die Fläche 3317,27 km², was einer Bevölkerungsdichte von 137,3 Einwohnern je km² entspricht. Das County ist nach der englischen Grafschaft Middlesex benannt.
Mit dem Komoka Provincial Park liegt einer der Provincial Parks in Ontario im Bezirk. 
|                | Huron County                                | Perth County  |
| Lambton County | Kompassrose, die auf Nachbargemeinden zeigt | Oxford County |
| Chatham-Kent   | Elgin County                                |               |

## Administrative Gliederung

### Städte und Gemeinden
| Ort                 | Status       | Bevölkerung (2016) |
| ------------------- | ------------ | ------------------ |
| Adelaide-Metcalfe   | Township     | 2.990              |
| Lucan-Biddulph      | Township     | 4.700              |
| Middlesex Centre    | Municipality | 17.262             |
| Newbury             | Village      | 466                |
| North Middlesex     | Municipality | 6.352              |
| Southwest Middlesex | Municipality | 5.723              |
| Strathroy-Caradoc   | Municipality | 20.867             |
| Thames Centre       | Municipality | 13.191             |

Die Stadt London (383.822 Einwohner; Stand: 2016) gehört zwar geographisch und statistisch zum County, untersteht aber nicht dessen Verwaltung. Die Stadt hat den Status einer separated municipality.

### Gemeindefreie Gebiete
Im Bezirk finden sich keine gemeindefreien Gebiete.

### Indianerreservationen
- Chippewas of the Thames 42
- Munsee-Delaware 1
- Oneida 41